# Grand prix de l'Imaginaire
 (novembre 2018).
Le grand prix de l'Imaginaire (GPI) est un prix littéraire français créé en 1974 par l'écrivain et critique Jean-Pierre Fontana lors du festival de science-fiction de Clermont-Ferrand.
Initialement intitulé « grand prix de la science-fiction française », il a été rebaptisé « grand prix de l’Imaginaire » en 1992, ce qui correspond à une extension de son champ de compétence, ceci pour deux raisons principales :
- La disparition du prix Apollo qui récompensait des romans de toutes nationalités, le grand prix de l'Imaginaire englobant alors, lui aussi, des œuvres anglo-saxonnes.
- Le rapprochement de plus en plus fréquent de la science-fiction avec d’autres genres comme le fantastique, l’horreur et la fantasy.

De 2000 à 2010, le GPI a été décerné en novembre lors des Utopiales de Nantes. À partir de 2010, il est attribué au printemps lors du festival Étonnants Voyageurs de Saint-Malo jusqu'en 2023, avant d'intégrer La Comédie du Livre de Montpellier,.

## Catégories
Chaque année, son jury, composé de douze spécialistes du genre (écrivains, critiques, journalistes, traducteurs), récompense un ouvrage ou un auteur dans plusieurs catégories dont le nombre a évolué au fil des ans.
En 2025, on en dénombre neuf:
- Roman francophone (créé en 1974)
- Nouvelle francophone (créé en 1975)
- Prix spécial (créé en 1976)
- Roman jeunesse francophone (créé en 2010)
- Essai (créé en 1989)
- Roman étranger (créé en 1992)
- Traduction (créé en 1992), rebaptisé prix Jacques Chambon de la traduction en 2004
- Nouvelle étrangère (créé en 1995)
- Graphisme (créé en 2000), rebaptisé prix Wojtek Siudmak du graphisme en 2006

Par le passé, il y a eu d'autres catégories :
- Roman jeunesse (de 1982 à 2010)
- Roman jeunesse étranger (de 2010 à 2024)
- Prix européen (de 2001 à 2010)
- BD - Comics (de 2010 à 2014)
- Manga (de 2010 à 2014)

## Palmarès

### Roman francophone
- 1974 : Le Temps incertain par Michel Jeury
- 1975 : L'Homme à rebours par Philippe Curval
- 1976 : Le Livre machine par Philippe Goy
- 1977 : Les Galaxiales par Michel Demuth
- 1978 : Delirium Circus par Pierre Pelot
- 1979 : La Maison du cygne par Yves et Ada Rémy
- 1980 : L'Épouvante par Daniel Walther
- 1981 : Vue en coupe d'une ville malade par Serge Brussolo
- 1982 : Le Silence de la cité par Élisabeth Vonarburg
- 1983 : L'Enfant du cinquième nord par Pierre Billon
- 1984 : Le Champ du rêveur par Jean-Pierre Hubert
- 1985 : Mémo par André Ruellan
- 1986 : Les Vautours par Joël Houssin
- 1987 : Rituel du mépris, variante Moldscher par Antoine Volodine
- 1988 : Opération serrures carnivores par Serge Brussolo
- 1989 : Le Créateur chimérique par Joëlle Wintrebert
- 1990 : Sukran par Jean-Pierre Andrevon
- 1991 : Rivage des intouchables par Francis Berthelot
- 1992 : Le Temps du twist par Joël Houssin
- 1993 : Demain, une oasis par Ayerdhal
- 1994 : Les Guerriers du silence par Pierre Bordage
- 1995 : Arago par Laurent Genefort
- 1996 : Les Racines du mal par Maurice G. Dantec
- 1997 : Inner City par Jean-Marc Ligny
- 1998 : F.A.U.S.T. par Serge Lehman
- 1999 : Les Futurs Mystères de Paris par Roland C. Wagner
- 2000 : Le Successeur de pierre par Jean-Michel Truong
- 2001 : Bouvard, Pécuchet et les savants fous par René Reouven
- 2002 : Les Ombres de Wielstadt par Pierre Pevel
- 2003 : Le Roi d'août par Michel Pagel
- 2004 : Dreamericana par Fabrice Colin
- 2005 : Transparences par Ayerdhal
- 2006 : La Horde du Contrevent par Alain Damasio[4]
- 2007 : Le Goût de l'immortalité par Catherine Dufour
- 2008 : Bloodsilver par Wayne Barrow
- 2009 : L'Autre Rive par Georges-Olivier Châteaureynaud
- 2010 : Le Déchronologue par Stéphane Beauverger
- 2010 (Étonnants Voyageurs) : Chien du heaume par Justine Niogret
- 2011 : May le monde par Michel Jeury
- 2012 : Rêves de gloire par Roland C. Wagner
- 2013 : Du sel sous les paupières par Thomas Day
- 2014 : Anamnèse de Lady Star par L. L. Kloetzer
- 2015 : Aucun homme n'est une île par Christophe Lambert
- 2016 : Lum'en par Laurent Genefort
- 2017 : Latium (tomes 1 et 2) par Romain Lucazeau
- 2018 : Toxoplasma par Sabrina Calvo
- 2019 : Le Cycle de Syffe (tomes 1 et 2) par Patrick K. Dewdney
- 2020 : Les Furtifs par Alain Damasio[4]
- 2021 : Le Sanctuaire par Laurine Roux
- 2022 : Vivonne par Jérôme Leroy[5]
- 2023 : Les Flibustiers de la mer chimique par Marguerite Imbert
- 2024 : Du thé pour les fantômes par Chris Vuklisevic
- 2025 : L'Ost céleste par Olivier Paquet

### Roman étranger
- 1992 : L'Heure du loup par Robert McCammon
- 1993 : La Danse du scalpel par Garfield Reeves-Stevens
- 1994 : Le Voyage de Simon Morley par Jack Finney
- 1995 : La Voie terrestre par Robert Reed
- 1996 : En remorquant Jéhovah par James Morrow
- 1997 : Le Samouraï virtuel par Neal Stephenson
- 1998 : Imajica - 1 par Clive Barker
- 1999 : Nicolas Eymerich, Inquisiteur par Valerio Evangelisti
- 2000 : Le Septième Fils par Orson Scott Card
- 2001 : Des milliards de tapis de cheveux par Andreas Eschbach
- 2002 : Les Démons du Roi-Soleil par Gregory Keyes
- 2003 : La Tour des rêves par Jamil Nasir
- 2004 : Celtika par Robert Holdstock
- 2005 : Perdido Street Station par China Miéville
- 2006 : La Séparation par Christopher Priest
- 2007 : Lignes de vie par Graham Joyce
- 2008 : Spin par Robert Charles Wilson
- 2009 : L'Enfant de cristal par Theodore Roszak
- 2010 : Roi du matin, reine du jour par Ian McDonald
- 2010 (Étonnants Voyageurs) : Dans les limbes par Jack O'Connell
- 2011 : Le Fleuve des dieux par Ian McDonald
- 2012 : The City and the City par China Miéville
- 2013 : La Fille automate par Paolo Bacigalupi
- 2014 : L'Homme qui savait la langue des serpents par Andrus Kivirähk
- 2015 : La Grande Route du Nord par Peter F. Hamilton
- 2016 : LoveStar par Andri Snær Magnason
- 2017 : Frankenstein à Bagdad par Ahmed Saadawi
- 2018 : L'Arche de Darwin par James Morrow
- 2019 : Underground Airlines par Ben H. Winters
- 2020 : Vita Nostra par Marina Diatchenko et Sergueï Diatchenko
- 2021 : Kra : Dar Duchesne dans les ruines de l'Ymr par John Crowley
- 2022 : Notre part de nuit  par Mariana Enriquez[5]
- 2023 : Terra Ignota (tomes 1 à 5) par Ada Palmer
- 2024 : Le Ministère du futur par Kim Stanley Robinson[6]
- 2025 : La Maison des soleils par Alastair Reynolds

### Nouvelle francophone / recueil de nouvelles francophones
- 1974 : Réhabilitation par Gérard Klein
- 1975 : Thomas par Dominique Douay
- 1976 : Les Soleils noirs d'Arcadie par Daniel Walther
- 1977 : Retour à la terre, définitif par Philip Goy
- 1978 : Petite mort, petite amie par Yves Frémion
- 1979 : Funnyway par Serge Brussolo
- 1980 : Les Hautes plaines par Pierre Giuliani
- 1981 : La Femme-escargot allant au bout du monde par Bruno Lecigne
- 1982 : Gélatine par Jean-Pierre Hubert
- 1983 : Papa Ier par Jacques Mondoloni
- 1984 : Les Nageurs de sable par Jean-Claude Dunyach
- 1985 : Un fils de Prométhée ou Frankenstein dévoilé par René Reouven
- 1986 : Le Commerce des mondes par Charles Dobzynski
- 1987 : Mémoire vive, mémoire morte par Gérard Klein
- 1988 : Le Parc zoonirique par Francis Berthelot
- 1989 : Étoile par Richard Canal
- 1990 : Les Chasseurs au bord de la nuit par Colette Fayard
- 1991 : Extra-muros par Raymond Milési
- 1992 : M'éveiller à nouveau près de toi, mon amour par Alain Dorémieux
- 1993 : Accident d'amour par Wildy Petoud
- 1994 : Rien que des sorcières par Katherine Quenot
- 1995 : Dans l'abîme par Serge Lehman
- 1996 : Quiconque par Georges-Olivier Châteaureynaud
- 1997 : Le Collier de Thasus par Serge Lehman
- 1998 : Déchiffrer la trame par Jean-Claude Dunyach
- 1999 : L'Amour au temps du silicium par Jean-Jacques Nguyen
- 2000 : Naufrage mode d'emploi par Fabrice Colin
- 2001 : Monsieur boum boum par Jeanne Faivre d'Arcier
- 2002 : Synesthésie par Olivier Paquet
- 2003 : À n'importe quel prix par Claire et Robert Belmas
- 2004 : Dédales virtuels par Jean-Jacques Girardot
- 2005 : Serpentine par Mélanie Fazi
- 2006 : Le Monde, tous droits réservés par Claude Ecken
- 2007 : Les Yeux d'Elsa par Sylvie Lainé
- 2008 : L'Immaculée Conception par Catherine Dufour
- 2009 : La Vieille Anglaise et le Continent par Jeanne-A Debats
- 2010 : Le Diapason des mots et des misères (recueil) par Jérôme Noirez
- 2010 (Étonnants Voyageurs) : Les Trois livres qu'Absalon Nathan n'écrira jamais par Léo Henry
- 2011 : Rempart par Laurent Genefort
- 2012 : Boire la tasse (recueil) par Christophe Langlois
- 2013 : Une collection très particulière (recueil) par Bernard Quiriny
- 2014 : Sept secondes pour devenir un aigle (recueil) par Thomas Day
- 2015 : L'Opéra de Shaya (recueil) par Sylvie Lainé
- 2016 : Ethfrag par Laurent Genefort
- 2017 : La Cité des lamentations par Paul Martin Gal
- 2018 : Serf-Made-Man ? ou la créativité discutable de Nolan Peskine par Alain Damasio
- 2019 : La Déferlante des mères par Luc Dagenais
- 2020 : Helstrid par Christian Léourier
- 2021 : Toxiques dans les prés par Claude Ecken
- 2022 : Plasmas par Céline Minard[5]
- 2023 : Histoire de la ville d'Aurée par Claire Duvivier
- 2024 : Traduction vers le rose par Esmée Dubois[6]
- 2025 : Les Essaims par Chloé Chevalier

### Nouvelle étrangère / recueil de nouvelles étrangères
- 1995 : L'Une rêve et l'autre pas par Nancy Kress
- 1996 : Le Grand Amant par Dan Simmons
- 1997 : Vous voyez mais vous n'observez pas par Robert J. Sawyer
- 1998 : Calcutta, seigneur des nerfs par Poppy Z. Brite
- 1999 : La Grande œuvre du temps par John Crowley
- 2000 : Ménage en grand par Jonathan Carroll
- 2001 : Meucs par Terry Bisson
- 2002 : Retour au foyer par Christopher Priest
- 2003 : Les Nuits de Leningrad par Graham Joyce
- 2004 : Le Rhinocéros qui citait Nietzsche par Peter S. Beagle
- 2005 : Sisyphe et l’étranger par Paul Di Filippo
- 2006 : Exo-skeleton Town par Jeffrey Ford
- 2007 : Aztechs (recueil) par Lucius Shepard
- 2008 : Quatre chemins de pardon (recueil) par Ursula K. Le Guin
- 2009 : La Jeune Détective et autres histoires étranges (recueil) par Kelly Link
- 2010 : Des choses fragiles (recueil) par Neil Gaiman
- 2010 (Étonnants Voyageurs) : Océanique (recueil) par Greg Egan et Expiration par Ted Chiang (ex æquo)
- 2011 : Sous des cieux étrangers (recueil) par Lucius Shepard
- 2012 : Ainsi naissent les fantômes (recueil) par Lisa Tuttle
- 2013 : La Petite Déesse par Ian McDonald
- 2014 : Complications (recueil) par Nina Allan
- 2015 : La Fille flûte et autres fragments de futurs brisés (recueil) par Paolo Bacigalupi
- 2016 : La Ménagerie de papier (recueil) par Ken Liu
- 2017 : Un pont sur la brume par Kij Johnson
- 2018 : Danses aériennes (recueil) par Nancy Kress
- 2019 : Voyage avec l’extraterrestre par Carolyn Ives Gilman
- 2020 : Les Meurtres de Molly Southbourne par Tade Thompson
- 2021 : La Fabrique des lendemains par Rich Larson
- 2022 : Tous les noms qu'ils donnaient à Dieu par Anjali Sachdeva[5]
- 2023 : L'Obscurité est un lieu (recueil) par Ariadna Castellarnau
- 2024 : Protectorats (recueil) par Ray Nayler
- 2025 : Mieux vivre grâce aux algorithmes par Naomi Kritzer (en)

### Roman pour la jeunesse
- 1982 : La Fée et le géomètre par Jean-Pierre Andrevon
- 1983 : Le Tyran d'Axilane par Michel Grimaud
- 1984 : Le Naviluk par Thérèse Roche
- 1985 : L'Enfant qui venait de l'espace par Robert Escarpit
- 1990 : Le Pic des ténèbres par Roger Leloup
- 1991 : Temps sans frontières par Liliane Korb
- 1992 : Le Rêve de Lucy par Yves Coppens et Pierre Pelot
- 1993 : Le Fils du concierge de l'opéra par François Coupry
- 1994 : Les Chasse-marée par Alain Grousset
- 1995 : Le Voleur d'éternité par Clive Barker
- 1996 : La Falaise maudite par Christopher Pike
- 1997 : Papa, j'ai remonté le temps par Raymond Milési
- 1998 : Le Cycle du Multimonde par Christian Grenier
- 1999 : Prisonnière du tableau ! par Gérard Moncomble
- 2000 : La Fille au chien noir par Gudule
- 2001 : La Maison brisée par Francis Berthelot
- 2002 : Les Abîmes d'Autremer par Danielle Martinigol
- 2003 : Golem par Elvire, Lorris et Marie-Aude Murail
- 2004 : Cyberpan par Fabrice Colin
- 2005 : Mosa Wosa par Nathalie Le Gendre
- 2006 : Cœur d'encre par Cornelia Funke
- 2007 : Tobie Lolness, tome 1 : La Vie suspendue par Timothée de Fombelle, et La Trilogie de Bartiméus par Jonathan Stroud (ex aequo)
- 2008 : Uglies par Scott Westerfeld
- 2009 : La Déclaration. L'Histoire d'Anna par Gemma Malley
- 2010 : Le Clairvoyage et La Brume des jours par Anne Fakhouri

### Roman francophone pour la jeunesse
- 2010 (Étonnants Voyageurs) : Été mutant (le Cas Jack Spark - 1) par Victor Dixen
- 2011 : La Douane volante par François Place
- 2012 : La Route des magiciens par Frédéric Petitjean
- 2013 : Magies secrètes par Hervé Jubert
- 2014 : La Malédiction de Boucle d'or (Animale - 1) par Victor Dixen
- 2015 : La Seconde Vie de d'Artagnan par Jean-Luc Marcastel
- 2016 : La Passe-miroir (tomes 1 et 2) par Christelle Dabos
- 2017 : Scorpi (tomes 1 à 3) par Roxane Dambre
- 2018 : Sang maudit par Ange
- 2019 : Roslend (tomes 1 à 3) par Nathalie Somers
- 2020 : L'Arrache-mots par Judith Bouilloc
- 2021 : Steam Sailors (tomes 1 et 2) par E. S. Green
- 2022 : Prospérine Virgule-Point et la Phrase sans fin par Laure Dargelos[5]
- 2023 : La Dragonne et le Drôle par Damien Galisson
- 2024 : Histoire de la fille qui ne voulait tuer personne par Jérôme Leroy
- 2025 : De délicieux enfants par Flore Vesco

### Roman étranger pour la jeunesse
- 2010 (Étonnants Voyageurs) : Le Livre des choses perdues par John Connolly
- 2011 : La Confrérie de l'horloge par Arthur Slade
- 2012 : Delirium et Le Dernier Jour de ma vie par Lauren Oliver
- 2013 : Sous le signe du scorpion par Maggie Stiefvater
- 2014 : Une planète dans la tête par Sally Gardner
- 2015 : Miss Peregrine et les Enfants particuliers (tomes 1 et 2) par Ransom Riggs
- 2016 : Stone Rider par David Hofmeyr
- 2017 : La Fille qui navigua autour de Féérie dans un bateau construit de ses propres mains et La Fille qui tomba sous Féérie et y mena les festoiements par Catherynne M. Valente
- 2018 : Les Cartographes par S. E. Grove
- 2019 : Diego et les Rangers du Vastlantique par Armand Baltazar
- 2020 : La Faucheuse (tomes 1 à 3) par Neal Shusterman
- 2021 : La Belle Sauvage et La Communauté des esprits par Philip Pullman
- 2022 : Les Guerriers orphelins par Lian Hearn[5]
- 2023 : L'Ogresse et les Orphelins par Kelly Barnhill
- 2024 : L'Étrange Voyage de Clover Elkin par Eli Brown
- 2025 : prix non décerné

### Prix Jacques Chambon de la traduction
- 1992 : Pierre Berthon pour La Face des eaux par Robert Silverberg
- 1993 : Dominique Haas pour Les Livres magiques de Xanth par Piers Anthony
- 1994 : Hélène Collon pour L'Homme des jeux par Iain Banks
- 1995 : Jean-Daniel Brèque pour Âmes perdues par Poppy Z. Brite
- 1996 : Simone Hilling pour La Chute des fils par Anne McCaffrey
- 1997 : Guy Abadia pour Endymion par Dan Simmons
- 1998 : Patrick Couton pour Les Annales du Disque-Monde par Terry Pratchett
- 1999 : Nathalie Serval pour L'Enfant arc-en-ciel par Jonathan Carroll
- 2000 : Michel Pagel pour La Paix éternelle et L'Intercepteur de cauchemars par Graham Joyce
- 2001 : Jean-Pierre Pugi pour Jack Faust par Michael Swanwick
- 2002 : Claire Duval pour Jésus Vidéo par Andreas Eschbach
- 2003 : Pierre-Paul Durastanti pour L'I.A. et son double par Scott Westerfeld
- 2004 : Brigitte Mariot pour Le Rhinocéros qui citait Nietzsche par Peter S. Beagle
- 2005 : Nathalie Mège pour Perdido street station par China Miéville
- 2006 : Patrick Marcel pour Le Livre de Cendres par Mary Gentle
- 2007 : Mélanie Fazi pour Lignes de vie par Graham Joyce
- 2008 : Jean-Daniel Brèque pour Le Quatuor de Jérusalem par Edward Whittemore
- 2009 : Michèle Charrier pour La Jeune Détective et autres histoires étranges par Kelly Link
- 2010 : Gilles Goullet pour Vision aveugle par Peter Watts
- 2010 (Étonnant Voyageurs) : Sylvie Miller pour Interférences par Yoss
- 2011 : Nathalie Mège pour Le Don par Patrick O'Leary
- 2012 : Patrick Dusoulier pour Les Enfers virtuels par Iain M. Banks et La Route de Haut-Safran par Jasper Fforde
- 2013 : Sara Doke pour La Fille automate par Paolo Bacigalupi
- 2014 : Bernard Sigaud pour Complications (recueil) par Nina Allan
- 2015 : Marie Surgers pour Intrabasses par Jeff Noon
- 2016 : Jacques Barbéri pour L’Évangile selon Eymerich par Valerio Evangelisti
- 2017 : Patrick Marcel pour Les Chroniques du Radch (tomes 1 à 3) par Ann Leckie
- 2018 : Jean-Daniel Brèque pour Certains ont disparu et d'autres sont tombés par Joel Lane, La Bibliothèque de Mount Char par Scott Hawkins et Apex par Ramez Naam
- 2019 : Jacques Collin pour Anatèm (tomes 1 et 2) par Neal Stephenson
- 2020 : Michelle Charrier pour Trop semblable à l'éclair par Ada Palmer
- 2021 : Jean-François Le Ruyet pour Djinn City par Saad Z. Hossain (en)
- 2022 : Mathilde Montier pour Les Tambours du dieu noir et Ring Shout : Cantique rituel par P. Djèlí Clark
- 2023 : Gwennaël Gaffric pour L'Île de Silicium par Qiufan Chen (en)
- 2024 : Claire Kreutzberger pour Illuminations par Alan Moore
- 2025 : Mikael Cabon pour Les Beaux et les Élus par Nghi Vo

### Prix Wojtek Siudmak du graphisme
- 2000 : Philippe Jozelon pour les couvertures de la collection Bibliothèque du Fantastique des éditions du Fleuve noir
- 2001 : Manchu pour l'ensemble de ses couvertures publiées dans l'année
- 2002 : Benjamin Carré
- 2003 : Didier Graffet pour les illustrations de 20 000 lieues sous les mers par Jules Verne
- 2004 : Sandrine Gestin pour Dragonne par Didier Quesne
- 2005 : Philippe Lefèvre-Vakana
- 2006 : Guillaume Sorel pour Le Livre de Cendres par Mary Gentle et Les Tisserands de Saramir
- 2007 : Eikasia pour Hadès Palace par Francis Berthelot
- 2008 : Benjamin Carré pour Les Mensonges de Locke Lamora
- 2009 : Jean-Baptiste Monge pour Comptines assassines
- 2010 : Beb Deum pour FaceBox
- 2010 (Étonnants Voyageurs) : Alain Brion pour Elantris par Brandon Sanderson
- 2011 : Aleksi Briclot pour Worlds & Wonders
- 2012 : Joey Hi-Fi pour Zoo City par Lauren Beukes
- 2013 : Shaun Tan pour La Chose perdue et L'Oiseau roi et autres dessins
- 2014 : Didier Graffet pour  Steampunk - De vapeur et d'acier avec Xavier Mauméjean
- 2015 : Aurélien Police pour l'ensemble de ses couvertures en 2014, en particulier pour L'Éducation de Stony Mayhall par Daryl Gregory et Notre île sombre par Christopher Priest
- 2016 : Laurent Gapaillard pour La Passe-Miroir (tomes 1 et 2) par Christelle Dabos
- 2017 : Laura Vicédo, Marion Aureille et Philippe Aureille pour BOXing dolls par Pierre Bordage
- 2018 : Daniel Egneus pour American Gods et Le Monarque de la vallée par Neil Gaiman
- 2019 : Nicolas Fructus pour La Quête onirique de Vellitt Boe par Kij Johnson
- 2020 : Philippe Aureille pour Les Îles noires par Sylvie Lainé
- 2021 : Vaderetro pour Steam Sailors (tomes 1 et 2) par E. S. Green
- 2022 : Elena Vieillard pour Citadins de demain par Claire Duvivier et Le Sang de la Cité par Guillaume Chamanadjian[5]
- 2023 : Josan Gonzales pour La Trilogie neuromantique (tomes 1 à 3) par William Gibson
- 2024 : Anouck Faure pour Les Trois Malla-Moulgars par Walter de la Mare
- 2025 : Kévin Deneufchatel pour Les Nefs de Pangée par Christian Chavassieux et l'identité graphique du label Mu chez Mnémos

### Bande dessinée / Comics
- 2010 (Étonnants Voyageurs) : Black Summer par Warren Ellis et Juan Jose Ryp
- 2011 : La Brigade chimérique par Fabrice Colin, Serge Lehman, Stéphane Gess et Céline Bessonneau
- 2012 : Fraternity (tomes 1 et 2) par Juan Díaz Canales et José Luis Munuera
- 2013 : Les Contes de l'ère du Cobra (tomes 1 et 2) par Enrique Fernandez
- 2014 : Souvenirs de l'empire de l'atome par Alexandre Clérisse et Thierry Smolderen

Cette catégorie est supprimée après 2014.

### Manga
- 2010 (Étonnants Voyageurs) : Ikigami par Motorō Mase
- 2011 : L'Île Panorama par Suehiro Maruo
- 2012 : Soil (tomes 1 à 6) par Atsushi Kaneko
- 2013 : Billy Bat (tomes 1 à 5) par Takashi Nagasaki et Naoki Urasawa
- 2014 : The Arms Peddler (tomes 1 à 6) par Kyōichi Nanatsuki et Night Owl

Cette catégorie est supprimée après 2014.

### Essai
- 1989 : Fictions philosophiques et science-fiction par Guy Lardreau
- 1989 : Écrits sur la science-fiction par Norbert Spehner
- 1990 : Frankenstein : mythe et philosophie par Jean-Jacques Lecercle
- 1991 : Le Prisonnier, chef-d'œuvre télévisionnaire par Alain Carrazé et Hélène Oswald
- 1992 : L'Année 1989 du polar, de la SF, du fantastique et de l'espionnage par Jean-Claude Alizet
- 1993 : Mythologie du fantastique par Francis Lacassin
- 1994 : Le Fantastique par Joël Malrieu
- 1995 : La Métamorphose généralisée par Francis Berthelot
- 1996 : Invasions divines : Philip K. Dick, une vie par Lawrence Sutin (en)
- 1997 : Anatomie de l'horreur - 2 par Stephen King
- 1998 : Otrante no 9 (spécial fantastique et politique) par Denis Mellier
- 1999 : H. G. Wells, parcours d'une œuvre par Joseph Altairac
- 2000 : Rumeurs et légendes urbaines par Jean-Bruno Renard
- 2001 : La Littérature fantastique et L'Écriture de l'excès - Fiction fantastique et poétique de la terreur par Denis Mellier
- 2002 : La Momie de Kheops à Hollywood par Renan Pollès
- 2003 : Le Dictionnaire des utopies par Michèle Riot-Sarcey, Thomas Bouchet et Antoine Picon
- 2004 : Les Vampires du XXe siècle par Jean Marigny
- 2005 : L’Histoire revisitée par Eric Henriet
- 2006 : Les Contes merveilleux français par Marie-Louise Ténèze
- 2007 : 100 mots pour voyager en science-fiction par François Rouiller
- 2008 : Bernard Heuvelmans, un rebelle de la science par Jean-Jacques Barloy
- 2009 : Solutions non satisfaisantes, une anatomie de Robert A. Heinlein par Ugo Bellagamba et Eric Picholle
- 2010 : Echos de Cimmérie. Hommage à Robert Ervin Howard par Fabrice Tortey
- 2010 (Étonnants Voyageurs) : L'Encyclopédie de la Fantasy par Jacques Baudou
- 2011 : Jean Ray, l'alchimie du mystère par Arnaud Huftier
- 2012 : Nos Années Strange – 1970/1996 par Sébastien Carletti et Jean-Marc Lainé et Super-héros ! La puissance des masques par Jean-Marc Lainé (ex aequo)
- 2013 : Ces Français qui ont écrit demain. Utopie, anticipation et science-fiction au XXe siècle par Natacha Vas-Deyres
- 2014 : Souvenirs du futur. Les Miroirs de la Maison d'Ailleurs par Marc Atallah, Frédéric Jaccaud et Francis Valéry
- 2015 : Super-héros, une histoire française par Xavier Fournier
- 2016 : Effets spéciaux : deux siècles d’histoires par Pascal Pinteau
- 2017 : Du yéti au calmar géant. Le Bestiaire énigmatique de la cryptozoologie par Benoît Grison
- 2018 : Étoiles rouges. La littérature de science-fiction soviétique par Viktoriya Lajoye et Patrice Lajoye
- 2019 : Libère-toi cyborg ! Le Pouvoir transformateur de la science-fiction féministe par ïan Larue
- 2020 : Lovecraft : Je suis Providence par S. T. Joshi
- 2021 : Kaiju, envahisseurs & apocalypse. L'Âge d'or de la science-fiction japonaise par Fabien Mauro
- 2022 : préface de La Pulpe et la Moëlle par Serge Lehman (dans Maîtres du vertige)
- 2023 : Vampirologie par Adrien Party
- 2024 : Terry Pratchett : Une vie avec notes de bas de page : La Biographie officielle par Rob Wilkins (d)
- 2025 : Scientifiction. La Physique de l'impossible par Roland Lehoucq

### Prix spécial
- 1976 : Urm le fou par Philippe Druillet
- 1977 : Yves Dermèze pour l'ensemble de son œuvre
- 1979 : l'univers hyperréaliste fantastique de Wojtek Siudmak
- 1980 : Major fatal par Moebius
- 1980 : Civilisations et Divagations par Louis-Vincent Thomas
- 1981 : Fantascienza (no 2-3) par Claude Eckerman, Alain Grousset et Dominique Martel
- 1982 : Essai psychanalytique sur la création littéraire - Processus et fonction de l'écriture chez un auteur de Science-fiction : Philip K. Dick par Marcel Thaon
- 1983 : Le Bunker de la dernière rafale par Marc Caro et Jean-Pierre Jeunet
- 1984 : Le Rayon SF par Henri Delmas et Alain Julian
- 1985 : La Nouvelle Science-fiction américaine par Gérard Cordesse
- 1987 : Le Détroit de Behring par Emmanuel Carrère
- 1988 : Le Combat d'Odiri par Georges-Olivier Châteaureynaud
- 1989 : Les Voyages ordinaires d'un amateur de tableaux par Dominique Douay
- 1990 : Philippe Curval pour son travail d'anthologiste et de découvreur de talents
- 1991 : Jean-Pierre Nicollet pour l'ensemble de son œuvre
- 1992 : La Grande Anthologie de la science-fiction française par Ellen Herzfeld, Gérard Klein et Dominique Martel
- 1993 : les éditions L'Atalante pour la qualité et l'originalité de leur production
- 1994 : Regards sur Philip K. Dick, le Kaledickoscope par Hélène Collon
- 1995 : Les Nourritures extraterrestres par Dona Sussan
- 1996 : la revue CyberDreams
- 1997 : la revue Mad Movies
- 1998 : Ozone par Henri Lœvenbruck
- 1999 : Le Visage vert par Xavier Legrand Ferronnière
- 2000 : Galaxies par Stéphanie Nicot
- 2001 : Sous le vent du monde par Pierre Pelot
- 2002 : la revue Ténèbres, numéro spécial Stephen King
- 2003 : La Forêt des mythagos par Robert Holdstock
- 2004 : le recueil Terra Incognita
- 2005 : le site web de l'association nooSFere
- 2006 : Le Troisième Œil. La Photographie et l'Occulte
- 2007 : l'anthologie périodique Fiction (Les Moutons électriques)
- 2008 : le téléfilm Des Fleurs pour Algernon par David Delrieux
- 2009 : les éditions Le Bélial' pour les inédits de Poul Anderson et Le Grand livre de Mars par Leigh Brackett
- 2010 : Le Lac aux Vélies par Nosfell et Ludovic Debeurme
- 2010 (Étonnants Voyageurs) : Jean-Marc Lofficier et Brian Stableford pour leur travail de promotion et de traduction de la SF francophone chez Black Coat Press
- 2011 : Poètes de l'Imaginaire (anthologie) par Sylvain Fontaine
- 2012 : les éditions José Corti, pour plus de 70 ans au service de l’Imaginaire
- 2013 : les éditions Ad Astra, pour la publication de l'intégrale du Cycle de Lanmeur (2 volumes) de Christian Léourier et le label Délirium, pour la publication des anthologies Creepy et Eerie
- 2014 : l'édition synchrone de L'Intégrale Stefan Wul chez Bragelonne et des Univers de Stefan Wul chez Ankama, adaptations des romans en BD par D. Cassegrain, M. Hawthorne, D. Lapiere, J.-D. Morvan, M. Reynes, O. Vatine, Yann...
- 2015 : Richard Comballot pour son travail de mémoire de l'imaginaire, dont son recueil d'entretiens Clameurs
- 2016 : Natacha Vas-Deyres et Richard Comballot pour les Carnets chronolytiques de Michel Jeury
- 2017 : Hélène Collon et les éditions Nouveaux Millénaires pour la publication de L'Exégèse de Philip K. Dick
- 2018 : Ellen Herzfeld et Dominique Martel pour leur travail au service de la science-fiction depuis plus de trente ans, dont le site internet Quarante-Deux et les recueils de la collection Quarante-Deux aux éditions du Bélial'
- 2019 : Guy Costes et Joseph Altairac pour leur parcours d’érudits et de collectionneurs depuis plus de 40 ans, matérialisé par leur monumental ouvrage Rétrofictions
- 2020 : la BnF pour l’exposition Tolkien, Voyage en Terre du Milieu
- 2021 : Le Cycle des contrées par Jacques Abeille
- 2022 : Alain Sprauel pour son minutieux et infatigable travail de bibliographe de l'Imaginaire, et notamment La bibliographie 2021 de Stephen King[5]
- 2023 : Les Galaxiales - L'Intégrale par Michel Demuth, complétée par neuf auteurs réunis par Richard Comballot à partir du plan et des synopsis initiaux
- 2024 : Guillaume Chamanadjian et Claire Duvivier pour l'aventure littéraire de la double trilogie La Tour de garde
- 2025 : les éditions Au diable vauvert pour la première traduction et la première publication en France de la trilogie Xenogenesis par Octavia E. Butler et plus généralement pour leur dévouement à l’œuvre de cette autrice essentielle aux littératures de l’imaginaire

### Prix européen
- 2001 : Piergiorgio Nicolazzini
- 2002 : Patrick Gyger
- 2003 : Sylvie Miller
- 2004 : les Éditions L'Atalante
- 2005 : Andreas Eschbach
- 2006 : Vittorio Curtoni pour la revue italienne Robot
- 2007 : Brian Aldiss pour son travail d’une vie de promotion de la science-fiction européenne.
- 2008 : Michel Meurger pour les passerelles que crée son œuvre entre la France, l'Allemagne et l'Angleterre.
- 2009 : Corinne Fournier Kiss pour La Ville européenne dans la littérature fantastique du tournant du siècle (1860-1915).
- 2010 : la Maison d'Ailleurs Yverdon, Suisse.

Cette catégorie est supprimée après 2010.

## Records
Basés sur les catégories suivantes :
- roman francophone (à partir de l'édition 1974)
- roman étranger 8(à partir de l'édition 1992)
- roman pour la jeunesse (de l'édition 1982 à l'édition 2010)
- roman pour la jeunesse francophone (à partir de l'édition 2010 Etonnants Voyageurs)
- roman pour la jeunesse étranger (à partir de l'édition 2010 Etonnants Voyageurs)
- nouvelle francophone (à partir de l'édition 1974)
- nouvelle étrangère (à partir de l'édition 1995)

### Récompenses multiples
(minimum 3)
- Serge Lehman : 5
  - 1995 : Dans l'Abîme (nouvelle francophone)
  - 1997 : Le Collier de Thasus (nouvelle francophone)
  - 1998 : F.A.U.S.T. (F.A.U.S.T.) (roman francophone)
  - 2011 : La Brigade Chimérique (bande dessinée)
  - 2022 : La pulpe et la moelle (essai)
- Francis Berthelot : 4
  - 1988 : Le Parc Zoonirique (nouvelle francophone)
  - 1991 : Rivage des Intouchables (roman francophone)
  - 1995 : La métamorphose généralisée (essai)
  - 2001 : La Maison Brisée (roman pour la jeunesse)
- Laurent Genefort : 4
  - 1995 : Arago (roman francophone)
  - 2011 : Rempart (nouvelle francophone)
  - 2016 : Lum'en (roman francophone)
  - 2016 : Ethfrag (nouvelle francophone)
- Serge Brussolo : 3
  - 1979 : Funnyway (nouvelle francophone)
  - 1981 : Vue en coupe d'une ville malade (roman francophone)
  - 1988 : Opération "Serrures Carnivores" (Les Soldats de Goudron) (roman pour la jeunesse)
- Fabrice Colin : 3
  - 2000 : Naufrage mode d'emploi (nouvelle francophone)
  - 2004 : Dreamerica (roman francophone)
  - 2004 : Cyberpan (roman pour la jeunesse)
- Ian McDonald : 3
  - 2010 : Roi du Matin, Reine d'un Soir (roman étranger)
  - 2011 : Le Fleuve des Dieux (roman étranger)
  - 2013 : La Petite Déesse (nouvelle étrangère)
- Alain Damasio : 3
  - 2006 : La Horde du Contrevent (roman francophone)
  - 2018 : Serf-Made-Man ? ou la créativité discutable de Nolan Peskine (nouvelle francophone)
  - 2020 : Les Furtifs (roman francophone)

### Nominations multiples
(minimum 7)
- Jean-Pierre Andrevon : 12
  - Roman francophone : 1978, 1989, 1990 et 2007
  - Nouvelle francophone : 1974, 1975, 1976, 1990, 1997 et 2001
  - Roman pour la jeunesse : 1982 et 1990
- Fabrice Colin : 10
  - Roman francophone : 2001[7], 2003 et 2004
  - Nouvelle francophone : 2000, 2002 et 2004
  - Roman pour la jeunesse : 2003, 2004, 2008 et 2009
- Jean-Pierre Hubert : 10
  - Roman francophone : 1979 et 1984
  - Nouvelle francophone : 1982, 1982, 1988, 1993 et 1997
  - Roman pour la jeunesse : 2002, 2003 et 2005
- Thomas Day : 9
  - Roman francophone : 2004, 2008 et 2013
  - Nouvelle francophone : 2010, 2011, 2013, 2014, 2015 et 2017
- Xavier Mauméjean : 9
  - Roman francophone : 2003, 2006, 2008[8], 2010, 2014 et 2018
  - Nouvelle francophone : 2005 et 2010 EV
  - Roman pour la jeunesse francophone : 2010 EV
- Francis Berthelot : 8
  - Roman francophone : 1984, 1991, 2004 et 2016
  - Nouvelle francophone : 1988 et 2005
  - Essai : 1995
  - Roman pour la jeunesse : 2001
- Serge Lehman : 8
  - Roman francophone : 1996 et 1998
  - Nouvelle francophone : 1993, 1995, 1996, 1997, 1997 et 2007
- Dan Simmons : 8
  - Roman étranger : 1993, 1996, 2000, 2005, 2010 et 2012
  - Nouvelle étrangère : 1996 et 1998
- Pierre Pelot : 7
  - Roman francophone : 1978, 1981, 1982, 1985, 1987 et 1996
  - Roman pour la jeunesse : 1992
- Jean-Marc Ligny : 7
  - Roman francophone : 1997 et 2008
  - Nouvelle francophone : 1992 et 1994
  - Roman pour la jeunesse : 1990, 1998 et 2000
- Neil Gaiman : 7
  - Roman étranger : 2003, 2007 et 2015
  - Nouvelle étrangère : 2002 et 2010
  - Roman pour la jeunesse : 2010
  - Roman pour la jeunesse étranger : 2016
- Johan Heliot : 7
  - Roman francophone : 2002, 2004 et 2008[9]
  - Nouvelle francophone : 2007
  - Roman pour la jeunesse : 2008
  - Roman pour la jeunesse francophone : 2011 et 2017

## Jury
En 2025, le jury du grand prix de l'Imaginaire est constitué des membres suivants :
- Joëlle Wintrebert	(depuis 2001 ; présidente depuis 2014)
- Olivier Legendre	(depuis 2014 ; vice-président depuis 2024)
- Jean-Claude Dunyach	(depuis 2003 ; trésorier depuis 2004)
- Sylvie Le Jemtel (depuis 2019 ; secrétaire depuis 2023)
- Sylvie Allouche (depuis 2015)
- Audrey Burki (depuis 2019)
- Lloyd Chéry (depuis 2020)
- Catherine Dufour (depuis 2023)
- Benjamin Spohr (depuis 2023)
- Nicolas Winter (depuis 2022)

Par le passé, le juré a été constitué des personnalités suivantes :
- Joseph Altairac (2003 - 2008)
- François Angelier (2001 - 2023)
- George Barlow (1974)
- Jean-Baptiste Baronian (1975)
- Jacques Baudou (1994 - 2009)
- Annick Béguin (1992 - 1998)
- Igor Bogdanoff (1979 - 1980)
- Jean-Daniel Brèque (2001 - 2007)
- Sandrine Brugot-Maillard (2008 - 2019)
- Jean-Philippe Chabannaud (1975)
- Jacques Chambon (1977 - 1978 ; 1991 - 2003)
- Daniel Chave (1986 - 1989)
- Angelo Cosimano (1974 - 2004)
- Philippe Curval (1974 ; 1976 - 1989)
- Frédéric Daussy (1977)
- Bruno della Chiesa (2000 - 2009)
- Michel Demuth (1974 - 1976 ; 1992 - 2006)
- Jean-Pierre Dionnet (2005 - 2013)
- Alain Dutartre (1975)
- Patrice Duvic (1979 - 2007)
- Daniel Fondanèche (1977)
- Jean-Pierre Fontana (1974 - 2014)
- Jacques Goimard (1974 - 2012)
- Antoine Griset (1981 - 1989)
- Denis Guiot (1976 - 2003)
- Doug Headline (2001)
- Philippe Hupp (1976)
- Michel Jeury (1975 - 2000)
- Robert Kanters (1975)
- Irène Langlet (2009 - 2011)
- Michel Leroux (1975)
- Robert Louit (1975 - 1980)
- Cathy Martin-Le Gat (1990 - 2007)
- Danielle Martinigol (2015 - 2019)
- Bruno Para (2007 - 2022)
- Pascal Patoz (2004 - 2023)
- Juliette Raabe (1978)
- Christine Renard (1975)
- Daniel Riche (1980 - 2000)
- Jean-Luc Rivera (2009 - 2023)
- Jacques Rouveyrol (1976)
- Jean-Michel Royer (1981 - 1984)
- André Ruellan (1990 - 1993)
- Jacques Sadoul (1974 - 1975)
- Alain Schlockoff (1976)
- Wojtek Siudmak (2001 - 2005)
- Thierry Stekke (1975)
- Jacques Van Herp (1974)
- Jean-Claude Vantroyen (2003 - 2020)
- Pierre Versins (1975 - 1979)
- Daniel Walther (1985 - 2000)